# Ujanowice
Ujanowice est une localité polonaise de la gmina de Laskowa, située dans le powiat de Limanowa en voïvodie de Petite-Pologne.